# Joachim-Ernest d'Anhalt (1536-1586)
Ne doit pas être confondu avec Joachim-Ernest d'Anhalt (1901-1947).
Joachim-Ernest d'Anhalt (20 octobre 1536, Dessau – 6 décembre 1586, Dessau) est un prince de la maison d'Ascanie.

## Biographie
Deuxième fils du prince Jean V d'Anhalt-Zerbst et de son épouse Marguerite de Brandebourg, Joachim-Ernest d'Anhalt succède à son père à la tête de la principauté d'Anhalt-Zerbst à sa mort, en 1551. Il règne conjointement avec son frère aîné Charles Ier et son frère cadet Bernard VII.
En 1553, l'oncle des frères, le prince Georges III, meurt sans descendance, et ils héritent de sa principauté d'Anhalt-Plötzkau. En 1561, Joachim-Ernest et Bernard VII héritent également de la principauté d'Anhalt-Dessau à la suite de la mort de leur autre oncle Joachim Ier, qui suit de quelques mois celle de leur frère aîné Charles. L'année suivante, leur cousin Wolfgang abdique en leur faveur : les deux frères règnent désormais sur toutes les principautés issues des divers partages de l'Anhalt depuis 1252.
En 1570, Joachim-Ernest se retrouve seul prince d'Anhalt après la mort de son frère Bernard. Il installe sa capitale à Dessau. Toutefois, comme la succession de la principauté n'est pas régie par le principe de primogéniture, cette unification de l'Anhalt est de brève durée : après la mort de Joachim-Ernest en 1586, ses fils lui succèdent conjointement, mais ils procèdent à un nouveau partage en 1603.

## Descendance
Le 3 mars 1560, Joachim-Ernest épouse Agnès (23 juin 1540 – 27 novembre 1569), fille du comte Wolfgang Ier de Barby-Mühlingen. Ils ont six enfants :
- Anne-Marie d'Anhalt (13 juin 1561 – 14 novembre 1605), épouse en 1577 le duc Joachim-Frédéric de Brzeg ;
- Agnès (16 septembre 1562 – 4 juin 1564) ;
- Élisabeth d'Anhalt-Zerbst (25 septembre 1563 – 5 octobre 1607), épouse en 1577 l'électeur Jean II Georges de Brandebourg ;
- Sibylle d'Anhalt (28 septembre 1564 – 26 octobre 1614), épouse en 1581 le duc Frédéric Ier de Wurtemberg ;
- Jean-Georges Ier (9 mai 1567 – 24 mai 1618), prince d'Anhalt puis d'Anhalt-Dessau ;
- Christian Ier (11 mai 1568 – 17 avril 1630), prince d'Anhalt puis d'Anhalt-Bernbourg.

Veuf, Joachim-Ernest se remarie le 9 janvier 1571 avec Éléonore de Wurtemberg (de) (22 mars 1552 – 12 janvier 1618), fille du duc Christophe de Wurtemberg. Ils ont dix enfants :
- Bernard (25 septembre 1571 – 24 novembre 1596), prince d'Anhalt ;
- Agnès-Hedwige d'Anhalt (12 mars 1573 – 3 novembre 1616), épouse en 1586 l'électeur Auguste de Saxe, puis en 1588 le duc Jean de Schleswig-Holstein-Sonderbourg ;
- Dorothée-Marie d'Anhalt (2 juillet 1574 – 18 juillet 1617), épouse en 1593 le duc Jean II de Saxe-Weimar ;
- Auguste (14 juillet 1575 – 22 août 1653), prince d'Anhalt puis d'Anhalt-Plötzkau ;
- Rodolphe (28 octobre 1576 – 30 juillet 1621), prince d'Anhalt puis d'Anhalt-Zerbst ;
- Jean-Ernest (1er mai 1578 – 22 décembre 1601), prince d'Anhalt ;
- Louis (17 juin 1579 – 7 janvier 1650), prince d'Anhalt puis d'Anhalt-Köthen ;
- Sabine (7 novembre 1580 – 28 mars 1599) ;
- Joachim-Christophe (7 juillet 1582 – 16 juillet 1583) ;
- Anne-Sophie d'Anhalt (15 juin 1584 – 9 juin 1652), épouse en 1613 le comte Charles-Gonthier de Schwarzbourg-Rudolstadt.